# Follin Pickel
Pour les articles homonymes, voir Follin.
Follin Horace Pickel (2 mars 1866-22 décembre 1949) fut un agriculteur, médecin et homme politique fédéral du Québec.

## Biographie
Né à Sweetsburg dans le Canada-Est, il étudia à l'Université Bishop's où il obtint son doctorat en médecine en 1888. De 1897 à 1900, il retourna à l'université pour étudier le droit, mais abandonna ses études pour retourner à la pratique de la médecine en 1901. En 1910, avec un groupe de docteurs il établit le premier hôpital général du district de Bedford et dans lequel il servit à titre de président du bureau des gouverneurs de 1912 à 1922.
Il servit comme maire de Sweetsburg pendant près de 40 ans avant d'obtenir un siège de député du Parti conservateur dans la circonscription fédérale de Brome—Missisquoi en 1930. Auparavant, il avait tenté d'être élu dans Missisquoi en 1908 et en 1911, mais fut respectivement défait par Daniel Bishop Meigs et par William Frederic Kay. M. Kay le battit également en 1925 et en 1926. Il perdit son siège en 1935.